# Il robot di Natale e altri racconti
Il robot di Natale e altri racconti è una raccolta di racconti di Sebastiano Vassalli del 2006.
In cinque testi brevi lo scrittore rivela un Natale controcorrente, partendo dalla cronaca (il primo robot inviato su Marte o un uomo morto trovato davanti alla tv il 25 dicembre) o dalla tradizione (la storia di Maria di Nazareth e della nascita di Gesù usando come fonti i vangeli apocrifi). Non manca un racconto sul cibo: «Natale come festa del cibo viene certamente molto prima del natale cristiano».

## Racconti contenuti

### Il robot di Natale
L'arrivo su Marte del robot Beagle 2, previsto per il Natale del 2003, e dei successivi Spirit e Opportunity, dà spunto per delle riflessioni, da parte dell'autore, su cosa spinge l'uomo a mandare delle sonde nel cosmo. Egli giunge alla conclusione che solo la scoperta di un nemico extraterrestre potrebbe portare alla pace sulla Terra.

### Natale in casa Dirkcs
L'amburghese Wolfgang Dircks viene ritrovato morto in casa, seduto davanti al proprio televisore, dopo cinque anni dal decesso, con ancora le luci dell'albero di Natale accese.

### Gesù in tivù
Gesù viene invitato a Porta a Porta, il talk show condotto da Bruno Vespa, ma le sue parole suscitano preoccupazione negli autori della trasmissione e finiscono con l'essere censurate.

### La festa del cibo (il santo maiale)
L'autore disquisisce sulle origini precristiane delle festività natalizie e sulle grandi abbuffate che le hanno sempre accompagnate, citando dei casi di morte per indigestione avvenuti nel passato e una nota scritta al riguardo dal prefetto napoleonico di Forlì nel 1811.

### Maria di Nazareth. Storia di una madre>
L'autore ripercorre la storia di Maria di Nazareth soffermandosi sul rapporto materno verso Gesù e verso gli altri eventuali figli.

## Edizioni
- Sebastiano Vassalli, Il robot di Natale e altri racconti, Interlinea edizioni, 2006,  p. 48, ISBN 978-88-8212-583-7.